# Associazione Calcio Milan 2006-2007
Questa voce raccoglie le informazioni riguardanti l'Associazione Calcio Milan nelle competizioni ufficiali della stagione 2006-2007.

## Stagione

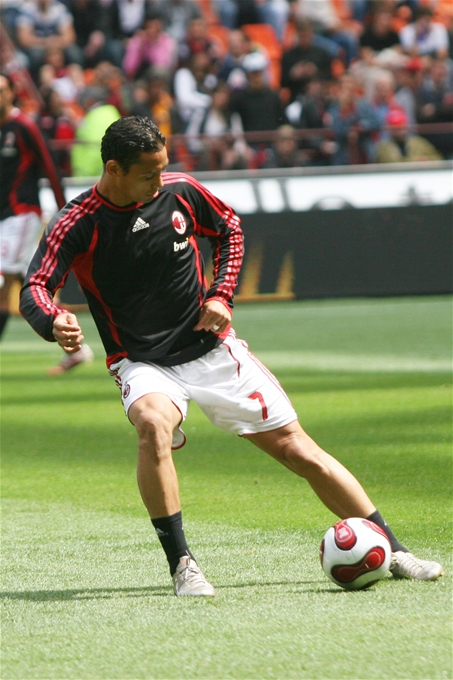
Il brasiliano Ricardo Oliveira, acquistato per sostituire Andrij Ševčenko, non sarà in grado di ripagare le aspettative della società.

Alla fine di maggio 2006 il Milan cede Rui Costa, il quale rescinde consensualmente il contratto per trasferirsi al Benfica, Jaap Stam, che torna nei Paesi Bassi, e Andrij Ševčenko, passato al Chelsea. La clamorosa partenza dell'attaccante ucraino genera grande disappunto tra i tifosi e nella stessa dirigenza, che prende atto della volontà del calciatore di lasciare il Milan. Per la sua sostituzione la società ingaggia il brasiliano Ricardo Oliveira dal Betis Siviglia. Altri acquisti estivi sono Daniele Bonera, Yoann Gourcuff, mentre viene ingaggiato lo svincolato Giuseppe Favalli.
Pochi giorni più tardi, il 15 giugno, l'assemblea dei soci elegge per acclamazione Silvio Berlusconi presidente del Milan dopo un'assenza che durava dal 28 dicembre 2004, a seguito delle dimissioni per il divieto posto dalla legge Frattini.
A Berlino, il 9 luglio, cinque giocatori del Milan (Inzaghi, Nesta, Pirlo, Gattuso e Gilardino) si laureano Campioni del mondo con la Nazionale italiana, vincendo in finale contro la Francia i Mondiali di calcio in Germania.
Alla metà di agosto del 2006 il Milan, nell'ambito del processo per lo scandalo del calcio italiano, viene nuovamente deferito dal procuratore Palazzi per responsabilità oggettiva. L'addetto agli arbitri Leonardo Meani è deferito per omessa denuncia riguardo a una presunta combine nella partita Arezzo-Salernitana della Serie B 2004-2005. Il 2 agosto la UEFA decide di ammettere con riserva il Milan al terzo turno preliminare della Champions League 2006-2007 contro la Stella Rossa. Superato abbastanza agevolmente il terzo turno preliminare (1-0 a San Siro e 2-1 a Belgrado), il Milan accede alla fase a gironi della competizione per l'ottava volta negli ultimi dieci anni.

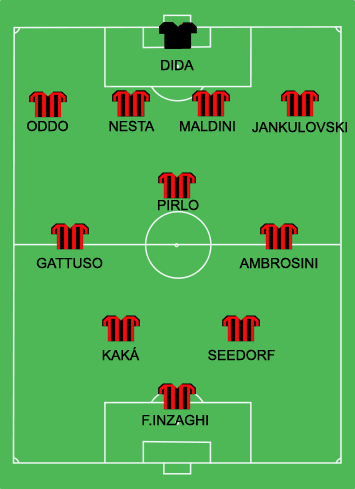
Formazione iniziale del Milan laureatosi campione d'Europa 2007 nella finale di Champions League di Atene.

Dopo un inizio in campionato favorevole, che consente alla squadra di azzerare rapidamente la penalizzazione di 8 punti, i rossoneri perdono alcuni match e si trovano lontani dalla vetta della classifica già a novembre. La crisi di gioco e di risultati è addebitabile, secondo pareri diffusi, alla mancata preparazione fisica estiva per via dell'improvviso obbligo di disputare il terzo turno preliminare di Champions League.
Nella principale competizione europea, il club si impone nel suo girone eliminatorio composto da AEK Atene (battuto 3-1), Anderlecht (sconfitto 4-1 e 1-0) e Lille conquistando con due turni d'anticipo il primo posto (raggiunto per il quinto anno consecutivo) e conseguentemente, l'accesso agli ottavi di finale.
Nel nuovo anno il rendimento della squadra migliora. La dirigenza, criticata per non avere adeguatamente sostituito Ševčenko durante il calciomercato estivo, lasciando la squadra priva di un vero bomber, a gennaio porta in rossonero il fuoriclasse brasiliano Ronaldo, proveniente dal Real Madrid ed ex calciatore dell'Inter, ma che non può giocare nelle competizioni europee, ma che aiuterà la squadra in campionato siglando 7 reti in 14 presenze. Viene inoltre acquistato il campione del mondo Massimo Oddo dalla Lazio.

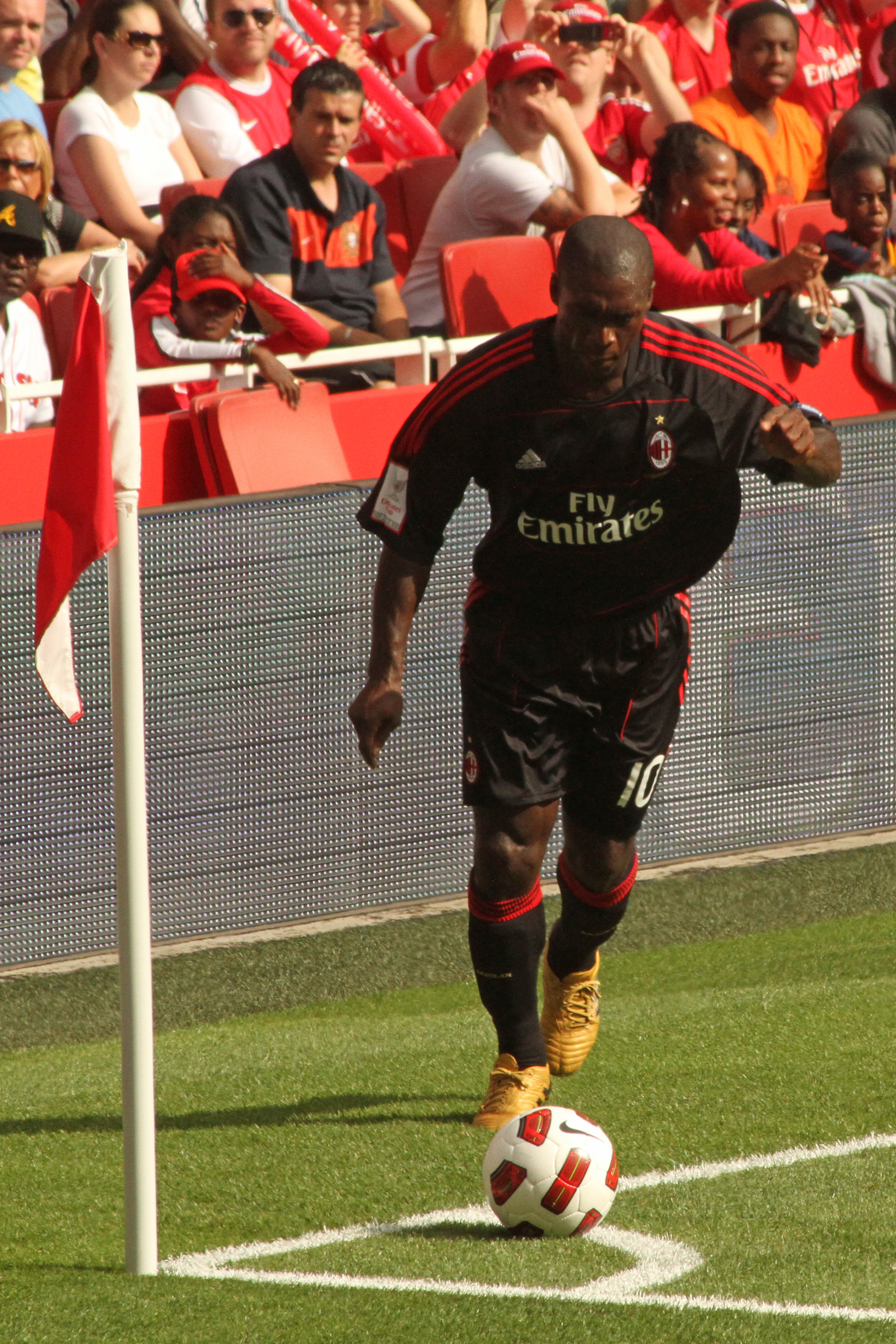
Clarence Seedorf risulta fondamentale nella vittoria della Champions League con alcuni gol decisivi.

Per il prosieguo in Champions League, vista la scarsa propensione realizzativa di Oliveira (che chiuderà la stagione con 5 reti in 37 presenze), il tecnico Ancelotti torna al 4-3-2-1 già caratterizzante le prime due fasi della massima competizione europea nel 2002-2003 e parte del campionato 2003-2004: sacrifica una punta per inserire un centrocampista in più (Ambrosini) e sposta Seedorf sulla linea della trequarti accanto a Kakà. Quest’ultimo infatti si rivela sempre più l'uomo chiave della squadra, apportando fra l'altro un fondamentale contributo in termini realizzativi come mai aveva fatto fino a ora. Mentre in Coppa Italia il club di via Turati è eliminato in semifinale dalla Roma, poi vincitrice della competizione, dopo aver avuto la meglio agli ottavi sul Brescia e ai quarti sull'Arezzo, in ambito europeo il Milan prosegue il proprio cammino superando (0-0 e 1-0 a San Siro) il Celtic negli ottavi di finale. Eliminato il Bayern Monaco (2-2 a San Siro firmato Pirlo e Kaká e 2-0 all'Allianz Arena con reti di Seedorf e Inzaghi), il Diavolo approda alle semifinali di Champions per la terza stagione consecutiva (quarta semifinale nelle ultime cinque stagioni). Qui supera il Manchester United che, dopo avere avuto la meglio nella gara d'andata all'Old Trafford (3-2), viene nettamente sconfitto per 3-0 a San Siro nel ritorno subendo i gol di Kaká (già autore di una doppietta all'andata), Seedorf e Gilardino.
Il club rossonero conquista così l'accesso all'undicesima finale della propria storia in Coppa Campioni/Champions League, la terza negli ultimi cinque anni, confermandosi protagonista assoluto della competizione, secondo club europeo nella classifica delle finali disputate alle spalle del Real Madrid (dodici). Nella finale dello Stadio Olimpico di Atene, il 23 maggio, i rossoneri si ritrovano opposti al Liverpool, come nel 2005. È la seconda volta nella storia della Coppa dei Campioni/Champions League che due squadre si affrontano in finale a pochi anni di distanza. A differenza della finale di Istanbul di due anni prima, questa volta a vincere è il Milan, che batte per 2-1 gli inglesi al termine di una partita equilibrata, in cui i rossoneri sanno sfruttare al meglio le occasioni da gol create. Alla doppietta di Filippo Inzaghi segue, nel finale, il gol del Liverpool con Dirk Kuijt, che non impedisce al capitano Paolo Maldini di sollevare nuovamente, a quattro anni di distanza, la sua quinta Coppa dei Campioni, la settima per il club di via Turati, la quinta in diciotto anni per il club rossonero. Kaká si laurea inoltre capocannoniere del torneo con 10 gol.
In campionato, dove perde entrambi i derby a venticinque anni di distanza dall'ultima volta, il primo per 3-4 e il secondo per 2-1, il club raggiunge l'obiettivo minimo stagionale, il piazzamento tra le prime quattro, con due turni di anticipo. I rossoneri non riusciranno, sia per la penalizzazione per lo scandalo del calcio sia per propri demeriti, a tenere il passo record dell'Inter campione d'Italia, che distanzierà il Milan di 36 punti (compresi gli otto di penalizzazione).
Alla fine della stagione, all'età di 41 anni, si ritira dall'attività agonistica il vice-capitano Alessandro Costacurta, uno dei simboli storici della squadra degli ultimi venti anni. Il 13 maggio, nella gara contro il Catania, Paolo Maldini raggiunge le 600 presenze in Serie A, primo calciatore a toccare questa quota e con l'ottava finale di Coppa dei Campioni/Champions League, uguaglia il record di finali disputate, stabilito precedentemente dallo spagnolo Francisco Gento con il Real Madrid.

## Divise e sponsor
Lo sponsor tecnico per la stagione 2006-2007 è Adidas, mentre lo sponsor ufficiale è Bwin. La divisa è una maglia a strisce verticali della stessa dimensione, rosse e nere, con pantaloncini bianchi a risvolti rosso neri e calzettoni neri con risvolti rossi. La divisa di riserva è completamente bianca, mentre la terza divisa è a maglia e pantaloncini neri con calzettoni neri, tutto con risvolti rossi.
| Casa | Trasferta | Terza divisa | 1ª div. portiere | 2ª div. portiere |

## Organigramma societario
Dal sito internet ufficiale della società.
Area direttiva
- Presidente: Silvio Berlusconi
- Vice presidenti: Adriano Galliani (vicario), Paolo Berlusconi, Gianni Nardi
- Amministratore delegato: Adriano Galliani

Area organizzativa
- Team manager: Vittorio Mentana

Area comunicazione
- Direttore comunicazione: Vittorio Mentana
- Vicedirettore comunicazione: Giuseppe Sapienza

Area marketing
- Ufficio marketing: Laura Masi

Area tecnica
- Direttore sportivo: Ariedo Braida
- Allenatore: Carlo Ancelotti
- Allenatore in seconda: Mauro Tassotti
- Preparatori atletici: Daniele Tognaccini (responsabile), Fabio Allevi, Bruno Dominici, Sergio Mascheroni, Giovanni Mauri, Andrea Primitivi, William Tillson
- Preparatori dei portieri: Villiam Vecchi (responsabile), Beniamino Abate

Area sanitaria
- Responsabile sanitario: Armando Gozzini
- Medici sociali: Jean Pierre Meersseman (coordinatore), Massimo Manara
- Fisioterapisti: Giorgio Puricelli, Tomislav Vrbnjak
- Massofisioterapisti: Marco Paesanti, Cristiano Parolini, Roberto Morosi
- Massaggiatori: Roberto Boerci, Endo Tomonori

## Rosa
La rosa e la numerazione sono aggiornate al 30 gennaio 2007.
| N. |                        | Ruolo | Calciatore                            |
| -- | ---------------------- | ----- | ------------------------------------- |
| 1  | Brasile (bandiera)     | P     | Dida                                  |
| 2  | Brasile (bandiera)     | D     | Cafu                                  |
| 3  | Italia (bandiera)      | D     | Paolo Maldini (capitano)              |
| 4  | Georgia (bandiera)     | D     | K'akhaber K'aladze                    |
| 5  | Italia (bandiera)      | D     | Alessandro Costacurta (vice capitano) |
| 7  | Brasile (bandiera)     | A     | Ricardo Oliveira                      |
| 8  | Italia (bandiera)      | C     | Gennaro Gattuso                       |
| 9  | Italia (bandiera)      | A     | Filippo Inzaghi                       |
| 10 | Paesi Bassi (bandiera) | C     | Clarence Seedorf                      |
| 11 | Italia (bandiera)      | A     | Alberto Gilardino                     |
| 13 | Italia (bandiera)      | D     | Alessandro Nesta                      |
| 15 | Italia (bandiera)      | A     | Marco Borriello                       |
| 16 | Australia (bandiera)   | P     | Željko Kalac                          |
| 17 | Croazia (bandiera)     | D     | Dario Šimić                           |
| 18 | Rep. Ceca (bandiera)   | D     | Marek Jankulovski                     |
| 19 | Italia (bandiera)      | D     | Giuseppe Favalli                      |
| 20 | Francia (bandiera)     | C     | Yoann Gourcuff                        |
| 21 | Italia (bandiera)      | C     | Andrea Pirlo                          |

| N. |                      | Ruolo | Calciatore        |
| -- | -------------------- | ----- | ----------------- |
| 22 | Brasile (bandiera)   | C     | Kaká              |
| 23 | Italia (bandiera)    | C     | Massimo Ambrosini |
| 24 | Argentina (bandiera) | D     | Leandro Grimi     |
| 25 | Italia (bandiera)    | D     | Daniele Bonera    |
| 26 | Italia (bandiera)    | P     | Marco Storari     |
| 27 | Brasile (bandiera)   | C     | Serginho          |
| 28 | Italia (bandiera)    | C     | Alex Guerci       |
| 29 | Italia (bandiera)    | P     | Valerio Fiori     |
| 31 | Italia (bandiera)    | D     | Luca Antonelli    |
| 32 | Italia (bandiera)    | C     | Cristian Brocchi  |
| 33 | Italia (bandiera)    | C     | Davide Di Gennaro |
| 34 | Italia (bandiera)    | C     | Gastone Bottini   |
| 35 | Gabon (bandiera)     | A     | Willy Aubameyang  |
| 36 | Italia (bandiera)    | D     | Matteo Darmian    |
| 37 | Italia (bandiera)    | D     | Matteo Bruscagin  |
| 38 | Italia (bandiera)    | C     | Matteo Lunati     |
| 44 | Italia (bandiera)    | D     | Massimo Oddo      |
| 99 | Brasile (bandiera)   | A     | Ronaldo           |

## Calciomercato

### Sessione estiva (dall'1/7 all'1/9)
| Acquisti | Acquisti            | Acquisti      | Acquisti                  |
| R.       | Nome                | da            | Modalità                  |
| -------- | ------------------- | ------------- | ------------------------- |
| P        | Christian Abbiati   | Juventus      | fine prestito             |
| P        | Ferdinando Coppola  | svincolato    |                           |
| D        | Ignazio Abate       | Piacenza      | fine prestito             |
| D        | Luca Antonini       | Sampdoria     | riscatto comproprietà     |
| D        | Daniele Bonera      | Parma         | definitivo                |
| D        | Giuseppe Favalli    | svincolato    |                           |
| D        | Romano Perticone    | Pizzighettone | fine prestito             |
| C        | Catilina Aubameyang | Chiasso       | fine prestito             |
| C        | Cristian Brocchi    | Fiorentina    | fine prestito             |
| C        | Samuele Dalla Bona  | Sampdoria     | fine prestito             |
| C        | Massimo Donati      | Messina       | fine prestito             |
| C        | Pasquale Foggia     | Ascoli        | fine prestito             |
| C        | Yoann Gourcuff      | Rennes        | definitivo (3 milioni €)  |
| A        | Marco Borriello     | Treviso       | fine prestito             |
| A        | Alessandro Matri    | Lumezzane     | fine prestito             |
| A        | Ricardo Oliveira    | Betis         | definitivo (17 milioni €) |

| Cessioni | Cessioni            | Cessioni          | Cessioni                  |
| R.       | Nome                | a                 | Modalità                  |
| -------- | ------------------- | ----------------- | ------------------------- |
| P        | Christian Abbiati   | Torino            | prestito                  |
| P        | Ferdinando Coppola  | Piacenza          | prestito                  |
| D        | Ignazio Abate       | Modena            | prestito                  |
| D        | Luca Antonini       | Siena             | prestito                  |
| D        | Davide Astori       | Pizzighettone     | prestito                  |
| D        | Lino Marzorati      | Empoli            | prestito                  |
| D        | Romano Perticone    | Verona            | prestito                  |
| D        | Jaap Stam           | Ajax              | definitivo                |
| C        | Catilina Aubameyang | FC 105 Libreville | definitivo                |
| C        | Samuele Dalla Bona  | Napoli            | definitivo                |
| C        | Massimo Donati      | Atalanta          | prestito                  |
| C        | Pasquale Foggia     | Lazio             | prestito                  |
| C        | Rui Costa           |                   | svincolato                |
| C        | Johann Vogel        | Betis             | definitivo                |
| A        | Márcio Amoroso      | Corinthians       | definitivo                |
| A        | Matteo Ardemagni    | Perugia           | prestito                  |
| A        | Vitali Kutuzov      | Sampdoria         | riscatto comproprietà     |
| A        | Alessandro Matri    | Rimini            | prestito                  |
| A        | Andrij Ševčenko     | Chelsea           | definitivo (42 milioni €) |

### Sessione invernale (dal 7/1 al 2/2)
| Acquisti | Acquisti         | Acquisti    | Acquisti                   |
| R.       | Nome             | da          | Modalità                   |
| -------- | ---------------- | ----------- | -------------------------- |
| P        | Marco Storari    | Messina     | definitivo                 |
| D        | Leandro Grimi    | Racing Club | definitivo (2 milioni €)   |
| D        | Massimo Oddo     | Lazio       | definitivo (7,7 milioni €) |
| A        | Matteo Ardemagni | Perugia     | fine prestito              |
| A        | Ronaldo          | Real Madrid | definitivo (7,5 milioni €) |

| Cessioni | Cessioni         | Cessioni      | Cessioni   |
| R.       | Nome             | a             | Modalità   |
| -------- | ---------------- | ------------- | ---------- |
| C        | Pasquale Foggia  | Lazio         | definitivo |
| A        | Matteo Ardemagni | Pizzighettone | prestito   |

## Risultati

### Serie A

#### Girone di andata
| Arbitro: | Bertini (Arezzo) |

|                          |           |             |
| Inzaghi 27’ Oliveira 70’ | Marcatori | 73’ Makinwa |

| Arbitro: | Trefoloni (Siena) |

|  |           |                             |
|  | Marcatori | 25’ Seedorf 85’ (rig.) Kaká |

| Arbitro: | Dondarini (Finale Emilia) |

|                 |           |  |
| Jankulovski 67’ | Marcatori |  |

| Livorno 23 settembre 2006, ore 18:00 CEST 4ª giornata | Livorno            | 0 – 0 referto | Milan | Stadio Armando Picchi (12.456 spett.)\| Arbitro: \| Ayroldi (Molfetta) \| |
| Arbitro:                                              | Ayroldi (Molfetta) |               |       |                                                                           |

| Milano 1º ottobre 2006, ore 15:00 CEST 5ª giornata | Milan             | 0 – 0 referto | Siena | Stadio Giuseppe Meazza (44.658 spett.)\| Arbitro: \| Stefanini (Prato) \| |
| Arbitro:                                           | Stefanini (Prato) |               |       |                                                                           |

| Arbitro: | Rosetti (Torino) |

|               |           |             |
| Bonazzoli 69’ | Marcatori | 84’ Kaladze |

| Arbitro: | Rocchi (Firenze) |

|  |           |                          |
|  | Marcatori | 49’ Bresciano 74’ Amauri |

| Arbitro: | Rizzoli (Bologna) |

|  |           |                 |
|  | Marcatori | 31’ Jankulovski |

| Arbitro: | Farina (Novi Ligure) |

|                                      |           |                                                        |
| Seedorf 50’ Gilardino 76’ Kaká 90+1’ | Marcatori | 17’ Crespo 22’ Stanković 47’ Ibrahimović 69’ Materazzi |

| Arbitro: | Pieri (Lucca) |

|                          |           |  |
| Ventola 50’ Soncin 90+2’ | Marcatori |  |

| Arbitro: | Messina (Bergamo) |

|             |           |               |
| Brocchi 56’ | Marcatori | 7’, 83’ Totti |

| Empoli 18 novembre 2006, ore 18:00 CET 12ª giornata | Empoli              | 0 – 0 referto | Milan | Stadio Carlo Castellani (7.337 spett.)\| Arbitro: \| Tagliavento (Terni) \| |
| Arbitro:                                            | Tagliavento (Terni) |               |       |                                                                             |

| Arbitro: | Gava (Conegliano) |

|             |           |  |
| Maldini 13’ | Marcatori |  |

| Arbitro: | Brighi (Cesena) |

|                             |           |                             |
| Suazo 53’ (rig.) Capone 65’ | Marcatori | 48’ Gilardino 70’ Borriello |

| Milano 10 dicembre 2006, ore 15:00 CET 15ª giornata | Milan                       | 0 – 0 referto | Torino | Stadio Giuseppe Meazza (50.422 spett.)\| Arbitro: \| Girardi (San Donà di Piave) \| |
| Arbitro:                                            | Girardi (San Donà di Piave) |               |        |                                                                                     |

| Arbitro: | Saccani (Mantova) |

|                      |           |                   |
| Mutu 20’ (rig.), 76’ | Marcatori | 4’, 90’ Gilardino |

| Arbitro: | Dondarini (Finale Emilia) |

|                            |           |  |
| Kaká 4’, 88’ Gilardino 82’ | Marcatori |  |

| Arbitro: | Rizzoli (Bologna) |

|  |           |                                            |
|  | Marcatori | 31’ (rig.) Kaká 35’ Gilardino 76’ Oliveira |

| Arbitro: | Ayroldi (Molfetta) |

|                                    |           |             |
| Pirlo 6’ Seedorf 35’ Gilardino 78’ | Marcatori | 67’ Bianchi |

#### Girone di ritorno
| Roma 21 gennaio 2007, ore 20:30 CET 20ª giornata | Lazio             | 0 – 0 referto | Milan | Stadio Olimpico (28.948 spett.)\| Arbitro: \| Saccani (Mantova) \| |
| Arbitro:                                         | Saccani (Mantova) |               |       |                                                                    |

| Arbitro: | Gava (Conegliano) |

|             |           |  |
| Inzaghi 76’ | Marcatori |  |

| Arbitro: | Ayroldi (Molfetta) |

|                                  |           |                                                    |
| Di Biagio 32’ (rig.) Guberti 41’ | Marcatori | 3’, 26’ Gilardino 24’ (rig.), 35’ Kaká 75’ Seedorf |

| Arbitro: | Rosetti (Torino) |

|                             |           |               |
| Gattuso 28’ Jankulovski 68’ | Marcatori | 30’ Lucarelli |

| Arbitro: | Messina (Bergamo) |

|                                   |           |                                                       |
| Vergassola 19’ Maccarone 30’, 89’ | Marcatori | 16’, 81’ Ronaldo 29’ Oliveira 90+4’ (aut.) Vergassola |

| Arbitro: | Ayroldi (Molfetta) |

|               |           |  |
| Ambrosini 90’ | Marcatori |  |

| Palermo 28 febbraio 2007, ore 15:00 CET 26ª giornata | Palermo           | 0 – 0 referto | Milan | Stadio Renzo Barbera (25.361 spett.)\| Arbitro: \| Trefoloni (Siena) \| |
| Arbitro:                                             | Trefoloni (Siena) |               |       |                                                                         |

| Arbitro: | Tagliavento (Terni) |

|                                      |           |                |
| Gilardino 33’ Oddo 55’ Seedorf 90+3’ | Marcatori | 17’ Pellissier |

| Arbitro: | Rizzoli (Bologna) |

|                          |           |             |
| Cruz 54’ Ibrahimović 75’ | Marcatori | 40’ Ronaldo |

| Arbitro: | Saccani (Mantova) |

|               |           |  |
| Ambrosini 40’ | Marcatori |  |

| Arbitro: | Messina (Bergamo) |

|          |           |               |
| Mexès 4’ | Marcatori | 62’ Gilardino |

| Arbitro: | Trefoloni (Siena) |

|                                       |           |             |
| Ronaldo 13’ Gilardino 44’ Favalli 78’ | Marcatori | 43’ Saudati |

| Arbitro: | Rosetti (Torino) |

|                |           |                                  |
| Masiello 90+3’ | Marcatori | 15’ Kaká 30’ Favalli 86’ Ronaldo |

| Arbitro: | Bergonzi (Genova) |

|                            |           |                  |
| Ronaldo 14’, 69’ Pirlo 80’ | Marcatori | 74’ (rig.) Suazo |

| Arbitro: | Messina (Bergamo) |

|  |           |             |
|  | Marcatori | 26’ Seedorf |

| Milano 6 maggio 2007, ore 15:00 CEST 35ª giornata | Milan            | 0 – 0 referto | Fiorentina | Stadio Giuseppe Meazza (55.078 spett.)\| Arbitro: \| Rosetti (Torino) \| |
| Arbitro:                                          | Rosetti (Torino) |               |            |                                                                          |

| Arbitro: | Saccani (Mantova) |

|             |           |            |
| Spinesi 62’ | Marcatori | 6’ Seedorf |

| Arbitro: | Gervasoni (Mantova) |

|                                    |           |                                       |
| Gourcuff 36’ Costacurta 57’ (rig.) | Marcatori | 10’ Asamoah 53’ Di Natale 61’ Barreto |

| Arbitro: | Rocchi (Firenze) |

|                        |           |  |
| Amoruso 8’ Amerini 67’ | Marcatori |  |

### Coppa Italia

#### Fase finale
| Arbitro: | Mazzoleni (Bergamo) |

|                                            |           |                           |
| Borriello 60’, 86’ Brocchi 64’ Inzaghi 78’ | Marcatori | 34’ Serafini 36’ Alfageme |

| Arbitro: | Bergonzi (Genova) |

|            |           |                                |
| Hamšík 43’ | Marcatori | 14’ Oliveira 19’ (aut.) Zoboli |

| Arbitro: | De Marco (Chiavari) |

|                           |           |  |
| Gilardino 34’ Inzaghi 50’ | Marcatori |  |

| Arbitro: | Pantana (Macerata) |

|                  |           |  |
| Floro Flores 52’ | Marcatori |  |

| Arbitro: | Bertini (Arezzo) |

|                         |           |                          |
| Oliveira 4’ Inzaghi 23’ | Marcatori | 28’ Perrotta 39’ Pizarro |

| Arbitro: | Rizzoli (Bologna) |

|                                     |           |               |
| Mancini 8’ Perrotta 23’ Pizarro 46’ | Marcatori | 18’ Gilardino |

### Champions League

#### Terzo turno preliminare
| Arbitro: | Wegereef |

|             |           |  |
| Inzaghi 22’ | Marcatori |  |

| Arbitro: | Bo Larsen |

|            |           |                         |
| Djokić 80’ | Marcatori | 29’ Inzaghi 79’ Seedorf |

#### Fase a gironi
| Arbitro: | Riley |

|                                          |           |  |
| Inzaghi 17’ Gourcuff 41’ Kaká 76’ (rig.) | Marcatori |  |

| Lens 26 settembre 2006, ore 20:45 CEST 2ª giornata | Lilla           | 0 – 0 referto | Milan | Stadio Félix-Bollaert (40.000 spett.)\| Arbitro: \| Mejuto González \| |
| Arbitro:                                           | Mejuto González |               |       |                                                                        |

| Arbitro: | Medina Cantalejo |

|  |           |          |
|  | Marcatori | 58’ Kaká |

| Arbitro: | Fandel |

|                                        |           |            |
| Kaká 6’ (rig.), 22’, 56’ Gilardino 88’ | Marcatori | 61’ Juhász |

| Arbitro: | Braamhaar |

|                 |           |  |
| Júlio César 32’ | Marcatori |  |

| Arbitro: | Poll |

|  |           |                         |
|  | Marcatori | 7’ Odemwingie 67’ Keïta |

#### Fase ad eliminazione diretta
| Glasgow 20 febbraio 2007, ore 20:45 CET Ottavi di finale - Andata | Celtic | 0 – 0 referto | Milan | Celtic Park (58.785 spett.)\| Arbitro: \| Hauge \| |
| Arbitro:                                                          | Hauge  |               |       |                                                    |

| Arbitro: | Plautz |

|          |           |  |
| Kaká 93’ | Marcatori |  |

| Arbitro: | Baskakov |

|                           |           |                       |
| Pirlo 40’ Kaká 84’ (rig.) | Marcatori | 78’, 90+3’ Van Buyten |

| Arbitro: | Mejuto González |

|  |           |                         |
|  | Marcatori | 27’ Seedorf 31’ Inzaghi |

| Arbitro: | Vassaras |

|                              |           |               |
| Ronaldo 5’ Rooney 59’, 90+1’ | Marcatori | 22’, 37’ Kaká |

| Arbitro: | De Bleeckere |

|                                    |           |  |
| Kaká 11’ Seedorf 30’ Gilardino 78’ | Marcatori |  |

| Arbitro: | Fandel |

|                  |           |           |
| Inzaghi 45’, 82’ | Marcatori | 88’ Kuijt |

## Statistiche

### Statistiche di squadra
| Competizione     | Punti | In casa | In casa | In casa | In casa | In casa | In casa | In trasferta | In trasferta | In trasferta | In trasferta | In trasferta | In trasferta | Totale | Totale | Totale | Totale | Totale | Totale | DR  |
| Competizione     | Punti | G       | V       | N       | P       | Gf      | Gs      | G            | V            | N            | P            | Gf           | Gs           | G      | V      | N      | P      | Gf     | Gs     | DR  |
| ---------------- | ----- | ------- | ------- | ------- | ------- | ------- | ------- | ------------ | ------------ | ------------ | ------------ | ------------ | ------------ | ------ | ------ | ------ | ------ | ------ | ------ | --- |
| Serie A          | 61    | 19      | 12      | 3       | 4       | 30      | 17      | 19           | 7            | 9            | 3            | 27           | 19           | 38     | 19     | 12     | 7      | 57     | 36     | +21 |
| Coppa Italia     | -     | 3       | 2       | 1       | 0       | 8       | 4       | 3            | 1            | 0            | 2            | 3            | 5            | 6      | 3      | 1      | 2      | 11     | 9      | +2  |
| Champions League | -     | 7       | 5       | 1       | 1       | 14      | 5       | 7            | 3            | 2            | 2            | 7            | 5            | 15     | 9      | 3      | 3      | 23     | 11     | +12 |
| Totale           | -     | 29      | 19      | 5       | 5       | 52      | 26      | 29           | 11           | 11           | 7            | 37           | 29           | 59     | 31     | 16     | 12     | 91     | 56     | +35 |

### Andamento in campionato
| Giornata  | 1  | 2  | 3  | 4  | 5  | 6  | 7  | 8  | 9  | 10 | 11 | 12 | 13 | 14 | 15 | 16 | 17 | 18 | 19 | 20 | 21 | 22 | 23 | 24 | 25 | 26 | 27 | 28 | 29 | 30 | 31 | 32 | 33 | 34 | 35 | 36 | 37 | 38 |
| --------- | -- | -- | -- | -- | -- | -- | -- | -- | -- | -- | -- | -- | -- | -- | -- | -- | -- | -- | -- | -- | -- | -- | -- | -- | -- | -- | -- | -- | -- | -- | -- | -- | -- | -- | -- | -- | -- | -- |
| Luogo     | C  | T  | C  | T  | C  | T  | C  | T  | C  | T  | C  | T  | C  | T  | C  | T  | C  | T  | C  | T  | C  | T  | C  | T  | C  | T  | C  | T  | C  | T  | C  | T  | C  | T  | C  | T  | C  | T  |
| Risultato | V  | V  | V  | N  | N  | N  | P  | V  | P  | P  | P  | N  | V  | N  | N  | N  | V  | V  | V  | N  | V  | V  | V  | V  | V  | N  | V  | P  | V  | N  | V  | V  | V  | V  | N  | N  | P  | P  |
| Posizione | 18 | 17 | 12 | 13 | 13 | 14 | 15 | 13 | 14 | 16 | 17 | 15 | 15 | 15 | 15 | 14 | 13 | 12 | 9  | 9  | 9  | 7  | 5  | 5  | 4  | 6  | 6  | 6  | 5  | 6  | 4  | 4  | 4  | 3  | 4  | 4  | 4  | 4  |

Fonte:  Serie A – Classifiche, su legaseriea.it. URL consultato il 2 settembre 2016 (archiviato dall'url originale il 12 giugno 2018).
Legenda:

Luogo: C = Casa; T = Trasferta. Risultato: V = Vittoria; N = Pareggio; P = Sconfitta.

### Statistiche dei giocatori[51]
| Giocatore      | Serie A  | Serie A | Serie A     | Serie A    | Coppa Italia | Coppa Italia | Coppa Italia | Coppa Italia | Champions League | Champions League | Champions League | Champions League | Totale   | Totale | Totale      | Totale     |
| Giocatore      | Presenze | Reti    | Ammonizioni | Espulsioni | Presenze     | Reti         | Ammonizioni  | Espulsioni   | Presenze         | Reti             | Ammonizioni      | Espulsioni       | Presenze | Reti   | Ammonizioni | Espulsioni |
| -------------- | -------- | ------- | ----------- | ---------- | ------------ | ------------ | ------------ | ------------ | ---------------- | ---------------- | ---------------- | ---------------- | -------- | ------ | ----------- | ---------- |
| M. Ambrosini   | 19       | 2       | 3           | 0          | 3            | 0            | 1            | 0            | 12               | 0                | 2                | 0                | 34       | 2      | 6           | 0          |
| L. Antonelli   | 1        | 0       | 0           | 0          | 2            | 0            | 0            | 0            | 0                | 0                | 0                | 0                | 3        | 0      | 0           | 0          |
| D. Bonera      | 25       | 0       | 9           | 0          | 5            | 0            | 0            | 0            | 6                | 0                | 1                | 1                | 36       | 0      | 10          | 1          |
| M. Borriello   | 9        | 1       | 0           | 0          | 2            | 2            | 1            | 0            | 3                | 0                | 0                | 0                | 14       | 3      | 1           | 0          |
| G. Bottini     | 0        | 0       | 0           | 0          | 1            | 0            | 0            | 0            | 0                | 0                | 0                | 0                | 1        | 0      | 0           | 0          |
| C. Brocchi     | 29       | 1       | 3           | 1          | 5            | 1            | 1            | 0            | 8                | 0                | 0                | 0                | 42       | 2      | 4           | 1          |
| Cafu           | 24       | 0       | 3           | 0          | 3            | 0            | 1            | 0            | 8                | 0                | 0                | 0                | 35       | 0      | 4           | 0          |
| A. Costacurta  | 3        | 1       | 1           | 0          | 5            | 0            | 1            | 0            | 3                | 0                | 0                | 0                | 11       | 1      | 2           | 0          |
| M. Darmian     | 1        | 0       | 0           | 0          | 1            | 0            | 0            | 0            | 0                | 0                | 0                | 0                | 2        | 0      | 0           | 0          |
| D. Di Gennaro  | 1        | 0       | 0           | 0          | 0            | 0            | 0            | 0            | 0                | 0                | 0                | 0                | 1        | 0      | 0           | 0          |
| Dida           | 25       | -19     | 0           | 0          | 3            | -5           | 0            | 0            | 13               | -9               | 0                | 0                | 41       | -33    | 0           | 0          |
| G. Favalli     | 15       | 2       | 2           | 0          | 3            | 0            | 0            | 0            | 4                | 0                | 0                | 0                | 22       | 2      | 2           | 0          |
| V. Fiori       | 0        | -0      | 0           | 0          | 0            | -0           | 0            | 0            | 0                | -0               | 0                | 0                | 0        | -0     | 0           | 0          |
| G. Gattuso     | 30       | 1       | 9           | 0          | 4            | 0            | 0            | 0            | 13               | 0                | 3                | 0                | 47       | 1      | 12          | 0          |
| A. Gilardino   | 30       | 12      | 4           | 0          | 4            | 2            | 0            | 0            | 11               | 2                | 3                | 0                | 45       | 16     | 7           | 0          |
| Y. Gourcuff    | 21       | 1       | 4           | 0          | 4            | 0            | 0            | 0            | 7                | 1                | 0                | 0                | 32       | 2      | 4           | 0          |
| L. Grimi       | 3        | 0       | 0           | 0          | 1            | 0            | 0            | 0            | 0                | 0                | 0                | 0                | 4        | 0      | 0           | 0          |
| A. Guerci      | 1        | 0       | 0           | 0          | 0            | 0            | 0            | 0            | 0                | 0                | 0                | 0                | 1        | 0      | 0           | 0          |
| F. Inzaghi     | 20       | 2       | 3           | 0          | 5            | 3            | 0            | 0            | 12               | 6                | 2                | 0                | 37       | 11     | 5           | 0          |
| M. Jankulovski | 33       | 3       | 3           | 0          | 4            | 0            | 0            | 0            | 13               | 0                | 0                | 0                | 50       | 3      | 3           | 0          |
| Kaká           | 31       | 8       | 1           | 0          | 2            | 0            | 0            | 0            | 15               | 10               | 2                | 0                | 48       | 18     | 3           | 0          |
| Ž. Kalac       | 10       | -10     | 0           | 0          | 3            | -3           | 0            | 0            | 3                | -2               | 0                | 0                | 16       | -15    | 0           | 0          |
| K. K'aladze    | 18       | 1       | 0           | 1          | 1            | 0            | 0            | 0            | 7                | 0                | 1                | 0                | 26       | 1      | 1           | 1          |
| M. Lunati      | 0        | 0       | 0           | 0          | 1            | 0            | 0            | 0            | 0                | 0                | 0                | 0                | 1        | 0      | 0           | 0          |
| P. Maldini     | 18       | 1       | 1           | 0          | 0            | 0            | 0            | 0            | 9                | 0                | 2                | 0                | 27       | 1      | 3           | 0          |
| A. Nesta       | 14       | 0       | 1           | 0          | 0            | 0            | 0            | 0            | 8                | 0                | 0                | 0                | 22       | 0      | 1           | 0          |
| M. Oddo        | 10       | 1       | 0           | 1          | 1            | 0            | 0            | 0            | 7                | 0                | 0                | 0                | 18       | 1      | 0           | 1          |
| R. Oliveira    | 26       | 3       | 4           | 0          | 5            | 2            | 0            | 0            | 6                | 0                | 1                | 0                | 37       | 5      | 5           | 0          |
| A. Pirlo       | 34       | 2       | 5           | 1          | 4            | 0            | 1            | 0            | 14               | 1                | 1                | 0                | 52       | 3      | 7           | 1          |
| Ronaldo        | 14       | 7       | 1           | 0          | 0            | 0            | 0            | 0            | 0                | 0                | 0                | 0                | 14       | 7      | 1           | 0          |
| C. Seedorf     | 32       | 7       | 2           | 0          | 5            | 0            | 0            | 0            | 14               | 3                | 1                | 0                | 51       | 10     | 3           | 0          |
| Serginho       | 6        | 0       | 1           | 0          | 0            | 0            | 0            | 0            | 3                | 0                | 0                | 0                | 9        | 0      | 1           | 0          |
| D. Šimić       | 22       | 0       | 3           | 0          | 6            | 0            | 0            | 0            | 6                | 0                | 0                | 0                | 34       | 0      | 3           | 0          |
| M. Storari     | 3        | -7      | 0           | 0          | 0            | -0           | 0            | 0            | 0                | -0               | 0                | 0                | 3        | -7     | 0           | 0          |